# Italienischer Höhlensalamander
Der Italienische Höhlensalamander (Speleomantes italicus, Syn.: Hydromantes italicus) ist ein südeuropäischer Schwanzlurch aus der Familie der Lungenlosen Salamander (Plethodontidae).

## Merkmale
Adulte Tiere werden etwa 10 bis 12,5 cm lang, wobei die Weibchen geringfügig länger sein können als die Männchen. Die Rückenfärbung ist sehr variabel und kann bräunlich bis rötlich sein und mit unterschiedlichen, dunkelbraunen bis ockerfarbenen Flecken besetzt sein. Der dunkle, teilweise hell gefleckte Bauch ist von bräunlicher Grundfarbe. Finger und Zehen sind kurz, abgerundet und bis zur Hälfte ihrer Länge mit Spannhäuten verbunden. Die Augen der Tiere sind groß. Zwischen den Nasenlöchern und der Oberlippe zeigt sich eine Rinne, die aber nur mit der Lupe sichtbar wird. Erwachsene Tiere haben auf jeder Seite des Kopfes Ohrdrüsen (Parotiden), die Männchen zur Paarungszeit eine Kinndrüse.

## Verbreitung
Diese Art lebt im nördlichen und mittleren Apennin von der Toskana über Umbrien bis nach Abruzzen.

### Vorkommen in Deutschland
Seit 2013 ist eine deutsche Population im Solling, Niedersachsen, bekannt. Die Population besiedelt eine etwa 40 Meter lange und sechs Meter hohe Felswand mit tiefen Spalten in einem Buchenwald und ist reproduzierend. Die Populationsgröße wurde 2021 auf bis zu 500 Individuen geschätzt. Es wird vermutet, dass die Tiere durch eine absichtliche Freisetzung vor mehreren Jahrzehnten in das Gebiet gelangt sind. Aufgrund der geringen Ausbreitungsfähigkeit der Art und fehlender Hinweise auf ökologische Schäden wird die Population bislang nicht als invasiv eingestuft, jedoch wissenschaftlich beobachtet.

## Lebensweise
Der Italienische Höhlensalamander kommt in den Bergen in feuchten und kühlen Habitaten bis in Höhen von 1600 Meter vor. Die reinen Landbewohner, die nur schlecht schwimmen können, leben in Höhlen, in Gesteinsspalten und unter Steinen bzw. morschen Holzstapeln. Da sie lungenlos sind, erfolgt die Atmung ausschließlich über die Mundschleimhaut und die Körperoberfläche. Die Tiere ernähren sich von kleinen Insekten, Asseln und Spinnen, die mit einer fast körperlangen, von einem Zungenskelett gestützten Schleuderzunge erbeutet werden. Der Italienische Höhlensalamander ist wahrscheinlich ganzjährig aktiv.

## Fortpflanzung
Wie bei anderen Höhlensalamandern erfolgt die Paarung an Land. Das Männchen steigt dabei auf das Weibchen, umklammert es mit seinen Vorderbeinen und gibt Sekrete aus seiner Kinndrüse ab. Im Verlauf eines „Paarungsmarsches“ setzt das Männchen eine Spermatophore auf dem Untergrund ab. Dieses Samenpaket wird anschließend vom Weibchen mit seiner Kloake aufgenommen. Das Weibchen legt später 5 bis 15 Eier in Erdhöhlen, was meist im Frühjahr passiert und die dort bewacht werden. Aus den Eiern schlüpfen nach etwa 6 bis 11 Monaten die Jungtiere.

## Gefährdung
Der Italienische Höhlensalamander wird von der IUCN als „Endangered“ (stark gefährdet) eingestuft. Hinweise, dass die Gesamtpopulation sinkt, gibt es nicht. Örtlich begrenzt kann es zu Habitatverlust kommen und manchmal werden Exemplare illegal eingesammelt.